# Христос Цигиридис
Христос Цигиридис е гръцки инженер.
Роден е през 1877 година в Пловдив, където учи в Централното гръцко училище. В началото на XX семейството му се премества в Щутгарт, където той завършва електроинженерство. През 1918 година се премества в Лариса, а след това в Солун. Той е сред пионерите на звукоусилвателната техника в Гърция, а през 1926 година създава в Солун първата радиостанция на Балканите.
Христос Цигиридис умира на 17 декември 1947 година в Солун.